# Гетапня
Гетапня (арм. Գետափնյա) — село в Араратской области Армении. Своё современное название получило 25 января 1978 года.

## География
Село расположено в северо-западной части марза, на левом берегу реки Раздан, на расстоянии 26 километров к северо-западу от города Арташат, административного центра области. Абсолютная высота — 860 метров над уровнем моря.
Климат
Климат характеризуется как семиаридный (BSk в классификации климатов Кёппена).

## Население
Иван Шопен отмечал, что согласно сведениям из "Камерального описания", составленного в 1829-1831 годах, в селе Агджа-Кишлаг Зангибасарского магала Эриванской провинции проживало 70 человек, все из которых были мусульмане.
По данным «Сборника сведений о Кавказе» за 1880 год в селе Агджа-кишлаг Эриванского уезда (в документе село указано как "Агджа-кишлагъ 2-й" в противоположность селу "Агджа-кишлагъ 1-й (Армянскiй)", современный Гетазат) было 27 дворов и проживало 184 азербайджанца (указаны как «татары»), которые были шиитами. Также в селе была расположена мечеть.
По данным Кавказского календаря на 1912 год, в селе Агджакишлаг Эриванского уезда проживало 207 человек, в основном азербайджанцев, указанных как «татары»
| Год переписи | Население          | Население          | Население          | Население            | Население            | Население            |
| Год переписи | Наличное население | Наличное население | Наличное население | Постоянное население | Постоянное население | Постоянное население |
| Год переписи | Всего              | Мужчины            | Женщины            | Всего                | Мужчины              | Женщины              |
| ------------ | ------------------ | ------------------ | ------------------ | -------------------- | -------------------- | -------------------- |
| 2001         | 1200               | 576                | 624                | 1292                 | 627                  | 665                  |
| 2011         | 1517               | 757                | 760                | 1571                 | 788                  | 783                  |